# Baziège
Baziège est une commune française située dans le nord-est du département de la Haute-Garonne, en région Occitanie. Sur le plan historique et culturel, la commune fait partie du Lauragais, l'ancien « Pays de Cocagne », lié à la fois à la culture du pastel et à l’abondance des productions, et de « grenier à blé du Languedoc ».
Exposée à un climat océanique altéré, elle est drainée par l'Hers-Mort, le ruisseau de Rivel, le ruisseau des Mals, le ruisseau de Visenc et par divers autres petits cours d'eau.
Baziège est une commune rurale qui compte 3 590 habitants en 2022, après avoir connu une forte hausse de la population depuis 1975. Elle appartient à l'unité urbaine de Baziège et fait partie de l'aire d'attraction de Toulouse. Ses habitants sont appelés les Baziégeois ou  Baziégeoises.
Le patrimoine architectural de la commune comprend trois  immeubles protégés au titre des monuments historiques : l'église Saint-Étienne, inscrite en 1950, l'église Saint-Eutrope, inscrite en 1986, et le phare aéronautique de la côte de Monteserre, inscrit en 2010.

## Géographie

### Localisation
1. Carte dynamique
2. Carte Openstreetmap
3. Carte topographique
4. Carte avec les communes environnantes

La commune de Baziège se trouve dans le département de la Haute-Garonne, en région Occitanie.
Cette commune de l'aire d'attraction de Toulouse est située dans le Lauragais sur l'Hers-Mort, à 24 km au sud-est de Toulouse.
Elle se situe à 22 km à vol d'oiseau de Toulouse, préfecture du département, et à 8 km d'Escalquens, bureau centralisateur du canton d'Escalquens dont dépend la commune depuis 2015 pour les élections départementales.
La commune fait en outre partie du bassin de vie de Toulouse.
Les communes les plus proches sont : 
Ayguesvives (2,4 km), Montgiscard (3,4 km), Montesquieu-Lauragais (4,4 km), Villenouvelle (4,4 km), Belbèze-de-Lauragais (5,0 km), Labastide-Beauvoir (5,1 km), Montlaur (5,2 km), Mauremont (5,2 km).
Sur le plan historique et culturel, Baziège fait partie du pays toulousain, une ceinture de plaines fertiles entrecoupées de bosquets d'arbres, aux molles collines semées de fermes en briques roses, inéluctablement grignotée par l'urbanisme des banlieues.
Baziège est limitrophe de huit autres communes.
Les communes limitrophes sont  Ayguesvives, Fourquevaux, Labastide-Beauvoir, Mauremont, Montesquieu-Lauragais, Montgiscard, Montlaur et Villenouvelle.
| Montlaur    | Fourquevaux           | Labastide-Beauvoir |
| Montgiscard | Baziège               | Mauremont          |
| Ayguesvives | Montesquieu-Lauragais | Villenouvelle      |

### Géologie
La superficie de la commune de Baziège est de 1 972 hectares ; son altitude varie de 156  à   253 mètres.

### Hydrographie
Elle est drainée par l'Hers-Mort, le ruisseau de Rivel, le ruisseau des Mals, le ruisseau de Visenc, le ruisseau de Sainte-Colombe et par divers petits cours d'eau, constituant un réseau hydrographique de 34 km de longueur totale,.
L'Hers-Mort, d'une longueur totale de 89,3 km, prend sa source dans la commune de Laurac et s'écoule du sud-est vers le nord-ouest. Elle traverse la commune et se jette dans la Garonne à Grenade, après avoir traversé 40 communes.

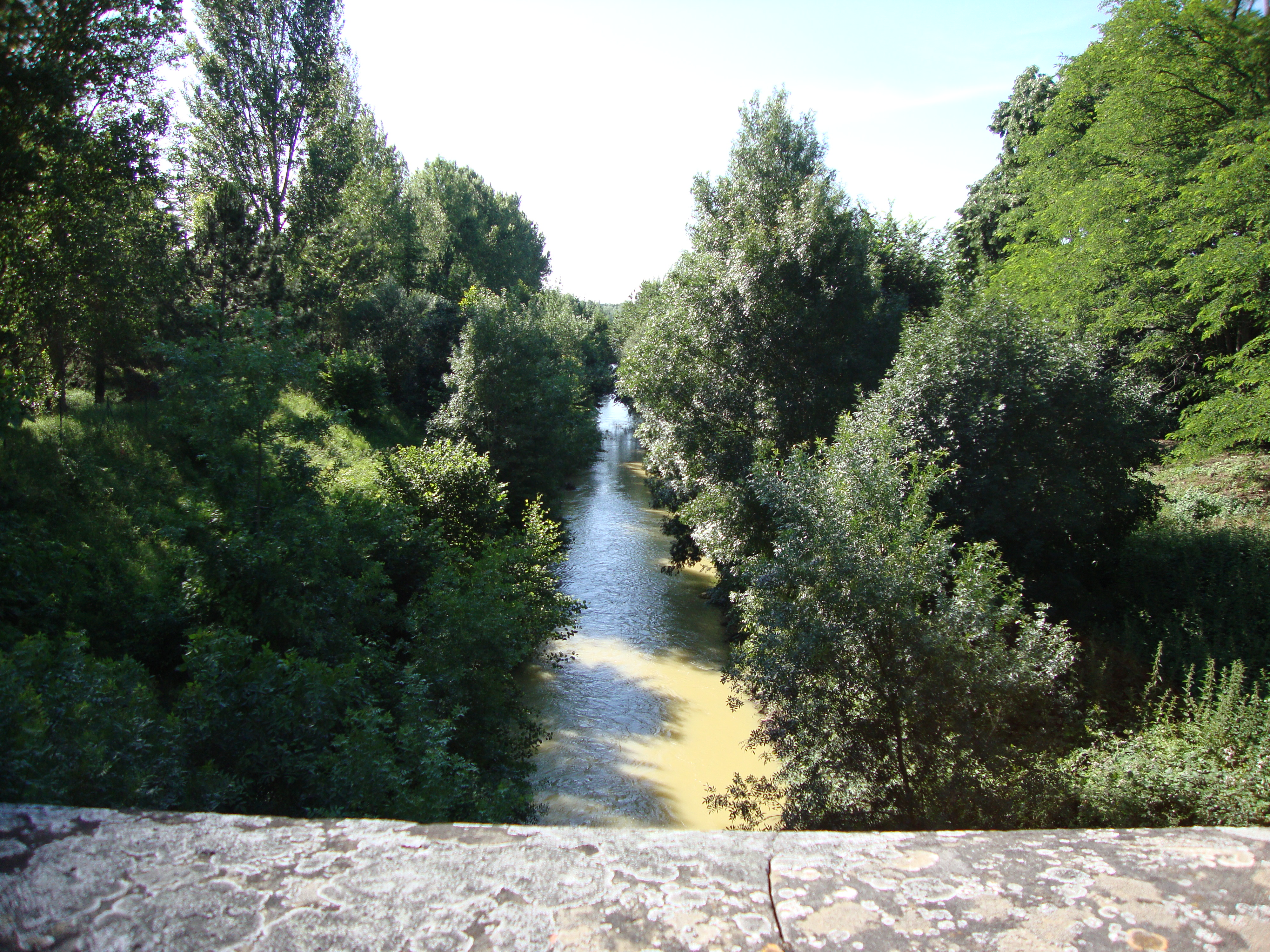
L'Hers-Mort.
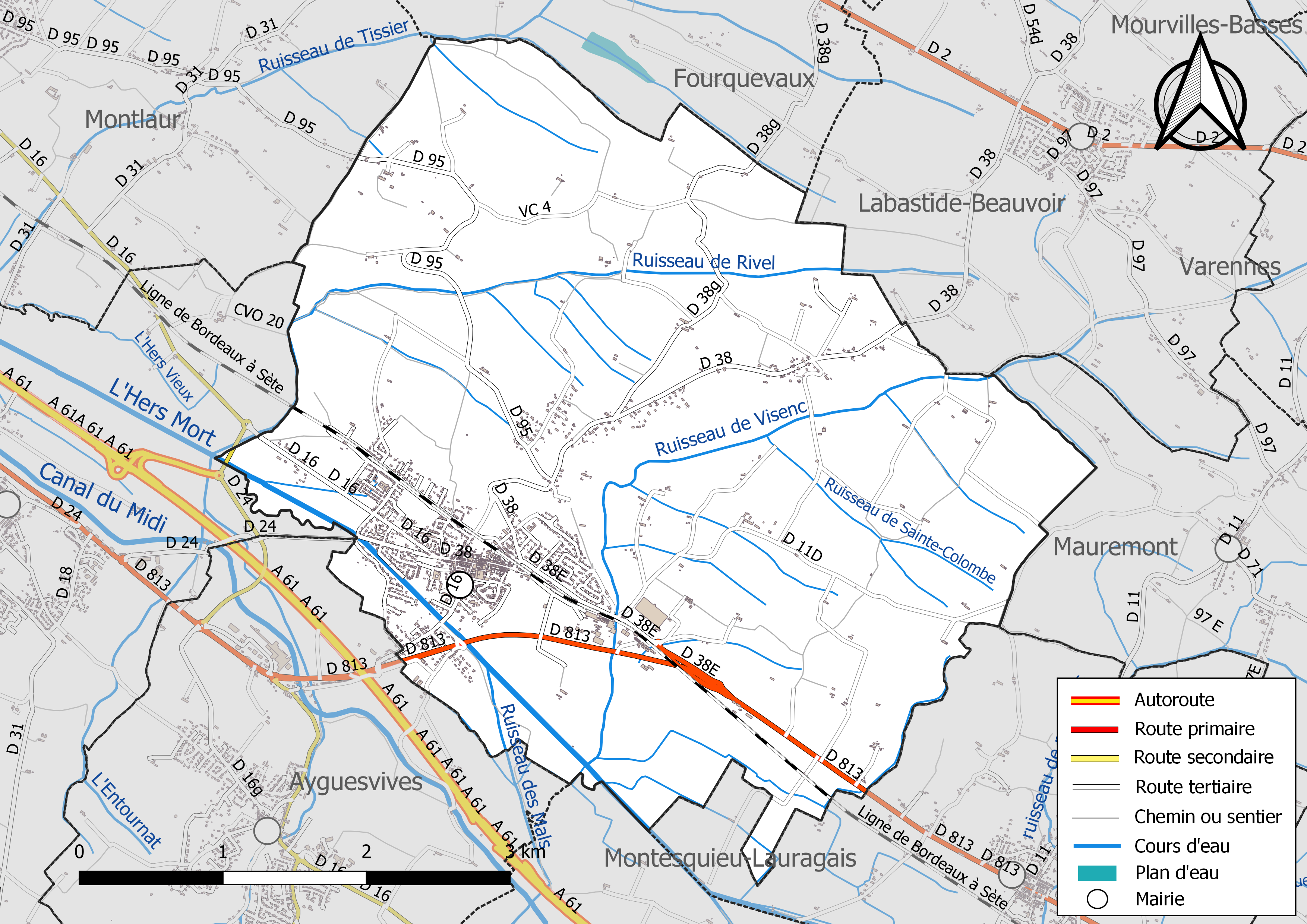
Réseaux hydrographique et routier de Baziège.

### Climat
Pour des articles plus généraux, voir Climat de l'Occitanie et Climat de la Haute-Garonne.
En 2010, le climat de la commune est de type climat du Bassin du Sud-Ouest, selon une étude s'appuyant sur une série de données couvrant la période 1971-2000. En 2020, Météo-France publie une typologie des climats de la France métropolitaine dans laquelle la commune est exposée à un climat océanique altéré et est dans la région climatique Aquitaine, Gascogne, caractérisée par une pluviométrie abondante au printemps, modérée en automne, un faible ensoleillement au printemps, un été chaud (19,5 °C), des vents faibles, des brouillards fréquents en automne et en hiver et des orages fréquents en été (15 à 20 jours).
Pour la période 1971-2000, la température annuelle moyenne est de 13,5 °C, avec une amplitude thermique annuelle de 16 °C. Le cumul annuel moyen de précipitations est de 687 mm, avec 9,4 jours de précipitations en janvier et 5,4 jours en juillet. Pour la période 1991-2020, la température moyenne annuelle observée sur la station météorologique la plus proche, située sur la commune de Ségreville à 11 km à vol d'oiseau, est de 13,4 °C et le cumul annuel moyen de précipitations est de 747,6 mm,. Pour l'avenir, les paramètres climatiques de la commune estimés pour 2050 selon différents scénarios d'émission de gaz à effet de serre sont consultables sur un site dédié publié par Météo-France en novembre 2022.

### Milieux naturels et biodiversité
Aucun espace naturel présentant un intérêt patrimonial n'est recensé sur la commune dans l'inventaire national du patrimoine naturel,,.

## Urbanisme

### Typologie
Au 1er janvier 2024, Baziège est catégorisée bourg rural, selon la nouvelle grille communale de densité à sept niveaux définie par l'Insee en 2022.
Elle appartient à l'unité urbaine de Baziège, une unité urbaine monocommunale constituant une ville isolée,. Par ailleurs la commune fait partie de l'aire d'attraction de Toulouse, dont elle est une commune de la couronne,. Cette aire, qui regroupe 527 communes, est catégorisée dans les aires de 700 000 habitants ou plus (hors Paris),.

### Occupation des sols

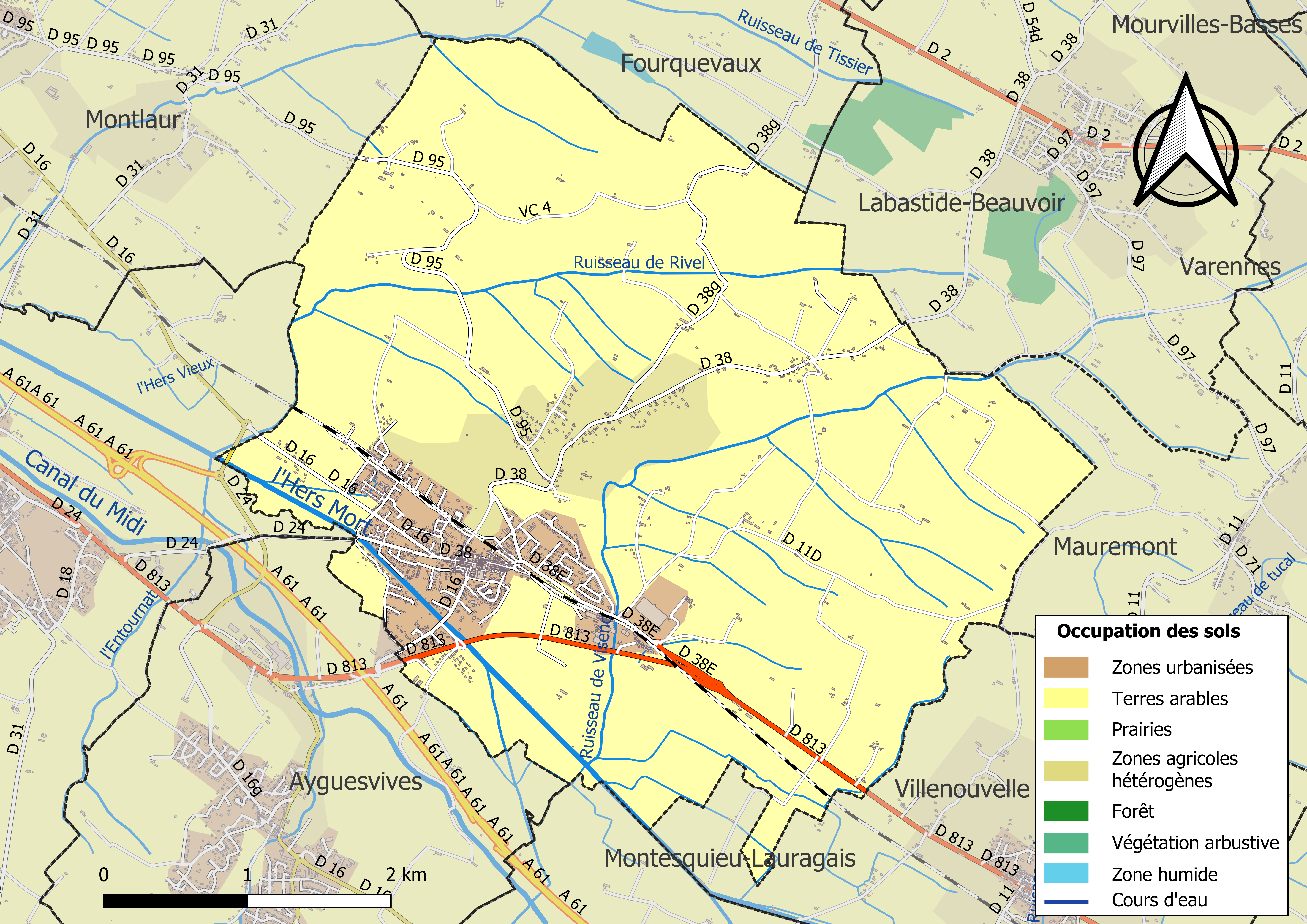
Carte des infrastructures et de l'occupation des sols de la commune en 2018 (CLC).

L'occupation des sols de la commune, telle qu'elle ressort de la base de données européenne d’occupation biophysique des sols Corine Land Cover (CLC), est marquée par l'importance des territoires agricoles (90,9 % en 2018), en diminution par rapport à 1990 (96,8 %). La répartition détaillée en 2018 est la suivante : 
terres arables (84 %), zones agricoles hétérogènes (7 %), zones urbanisées (6,4 %), zones industrielles ou commerciales et réseaux de communication (1,3 %), mines, décharges et chantiers (1,3 %). L'évolution de l’occupation des sols de la commune et de ses infrastructures peut être observée sur les différentes représentations cartographiques du territoire : la carte de Cassini (XVIIIe siècle), la carte d'état-major (1820-1866) et les cartes ou photos aériennes de l'IGN pour la période actuelle (1950 à aujourd'hui).

### Voies de communication et transports
- Par la route : D 813 ancienne route nationale 113 ou l'A61 (sorties nos 19.1).
- Par l'avion : l'aéroport Toulouse-Blagnac.

La commune compte une gare sur son territoire, la gare de Baziège, desservie par des trains TER Occitanie des relations Toulouse - Carcassonne - Narbonne et Toulouse - Perpignan.
Baziège est desservie par la ligne 204 du réseau Tisséo, par les lignes 350 et 386 du Réseau Arc-en-Ciel et enfin par la ligne 413 du réseau liO. Toutes ces lignes permettent de rejoindre quotidiennement l'agglomération toulousaine.

### Risques majeurs
Le territoire de la commune de Baziège est vulnérable à différents aléas naturels : météorologiques (tempête, orage, neige, grand froid, canicule ou sécheresse), inondations et séisme (sismicité très faible). Il est également exposé à deux risques technologiques, et  le risque industriel et la rupture d'un barrage. Un site publié par le BRGM permet d'évaluer simplement et rapidement les risques d'un bien localisé soit par son adresse soit par le numéro de sa parcelle.

#### Risques naturels
Certaines parties du territoire communal sont susceptibles d’être affectées par le risque d’inondation par débordement de cours d'eau, notamment l'Hers-Mort. La commune a été reconnue en état de catastrophe naturelle au titre des dommages causés par les inondations et coulées de boue survenues en 1982, 1996, 1999 et 2009,.

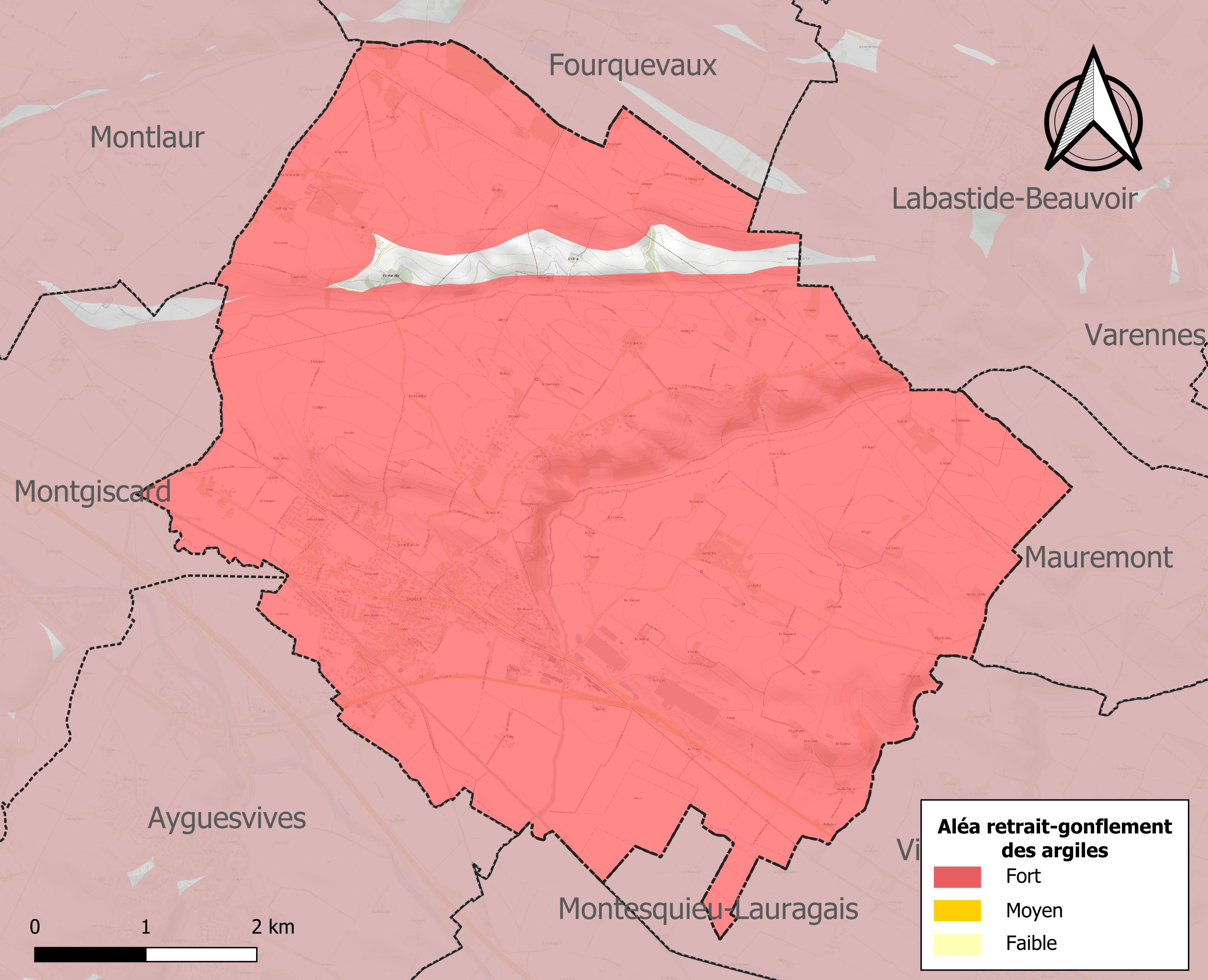
Carte des zones d'aléa retrait-gonflement des sols argileux de Baziège.

Le retrait-gonflement des sols argileux est susceptible d'engendrer des dommages importants aux bâtiments en cas d’alternance de périodes de sécheresse et de pluie. 96,9 % de la superficie communale est en aléa moyen ou fort (88,8 % au niveau départemental et 48,5 % au niveau national). Sur les 1 280 bâtiments dénombrés sur la commune en 2019, 1 276 sont en aléa moyen ou fort, soit 100 %, à comparer aux 98 % au niveau départemental et 54 % au niveau national. Une cartographie de l'exposition du territoire national au retrait gonflement des sols argileux est disponible sur le site du BRGM,.
Par ailleurs, afin de mieux appréhender le risque d’affaissement de terrain, l'inventaire national des cavités souterraines permet de localiser celles situées sur la commune.
Concernant les mouvements de terrains, la commune a été reconnue en état de catastrophe naturelle au titre des dommages causés par la sécheresse en 1989, 2002, 2003, 2011, 2012 et 2016 et par des mouvements de terrain en 1999.

#### Risques technologiques
La commune est exposée au risque industriel du fait de la présence sur son territoire d'une entreprise soumise à la directive européenne SEVESO.
La commune est en outre située en aval du barrage de l'Estrade sur la Ganguise (département de l'Aude). À ce titre elle est susceptible d’être touchée par l’onde de submersion consécutive à la rupture de cet ouvrage.

## Histoire
L'histoire de Baziège commence à la préhistoire.

### Préhistoire
Le site de la ville de Baziège était déjà fréquenté à la préhistoire. Une hache du néolithique a été retrouvée. Elle est aujourd'hui exposée au muséum d'histoire naturelle de Toulouse.

### Antiquité
À l'époque romaine, la ville existe déjà. Elle est alors connue sous le nom de Badera (l'origine de ce nom vient d'un gué qui servait à franchir la plaine marécageuse de l'Hers-Mort) sur la Via Aquitania, axe majeur entre Narbonne et Toulouse, ce qui est mentionné sur la table de Peutinger. D'anciens ponts romains ont été retrouvés aux abords de la ville. Des vestiges de villas gallo-romaines ont également été exhumés.

### Moyen Âge

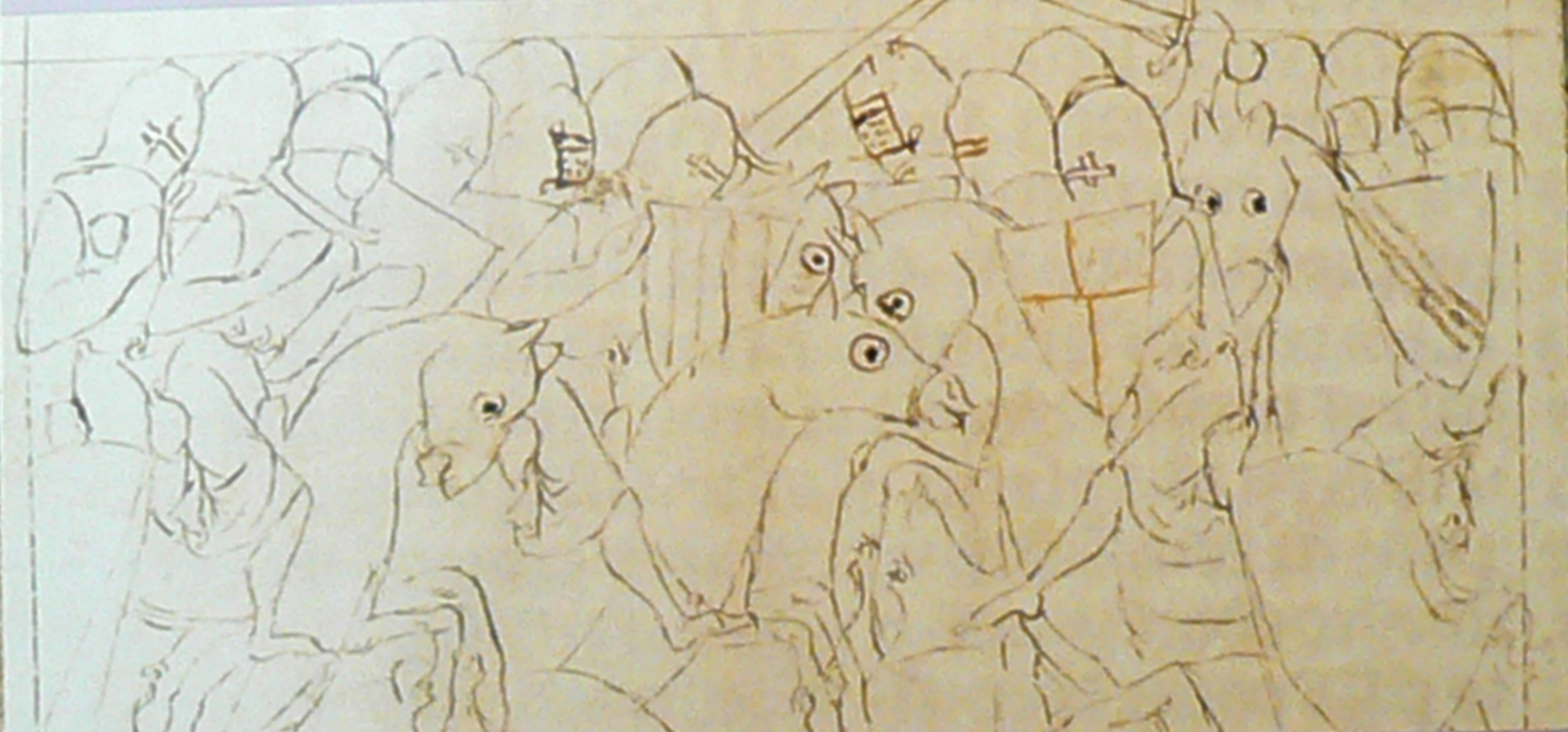
Dessin de la bataille de 1219.

Le village, situé dans le Lauragais, haut-lieu du catharisme, comprend des croyants en son sein et même des maisons de parfaits et de parfaites. Sa position étant alors carrefour sur la piste des croisés, Baziège souffre du passage des armées.
En 1219, Raymond VII de Toulouse et Raimond-Roger, comte de Foix, surprennent  près de Baziège la troupe de Foucault de Berzy qui ravageait la région, et la massacre, lors de la bataille de Baziège.
En 1439, le village fut pillé par Rodrigue de Villandrando.
On pense que c'est vers cette époque que des remparts et des fossés furent aménagés. Ils laissèrent petit à petit leur place à des jardins et des cours intérieures. C'est aussi à cette époque que le village obtient une certaine importance grâce à la culture de la plante du Lauragais, le pastel, des feuilles de laquelle est extrait l'agranat, une poudre très recherchée dans le domaine de la teinturerie.
En 1755, Jean-Baptiste Lagarrigue était co-seigneur de Baziège, y habitant ; il était marié à Dame Marie de Couzin.
En prévision des États généraux de 1789, Claude Guyon (1724-1801), curé de Baziège, est élu député du clergé.

### Empire
En 1790, Baziège devient chef-lieu de canton. Dans la nuit du 5 août au 6 août 1799, les royalistes tentent de capturer la ville. Quelques rares républicains organisent la défense. La troupe légaliste de Villefranche vient au secours des Baziégeois. Mais les habitants étant plutôt pro-royalistes, ils n'auront pas même droit au gîte et au couvert ou même à l'eau.

### Temps modernes
Vers 1850, on parle de plus en plus de la construction de la ligne de chemin de fer Bordeaux-Sète. Elle passera par Baziège et lui donnera un regain d'activité économique. En 1870, la halle aux grains est détruite car vétuste. Elle sera reconstruite en 1881. C'est cette année-là aussi que la commune se dote d'une école primaire. En 1863, Baziège qui avait le cinquième des habitants du canton payait le tiers des impôts du même canton, ce qui montre bien sa puissance économique par rapport aux autres villes de celui-ci. En 1880, le marché de Baziège est si bien pourvu que l'on dénombre :
| 5 | boulangers             | 6 | épiciers merciers      | 5 | bouchers              | 3 | meuniers               |
| 2 | serruriers             | 6 | charpentiers et maçons | 3 | plâtriers             | 3 | ferblantiers           |
| 1 | lampiste               | 5 | cordonniers            | 1 | marchand de bois      | 4 | maréchaux et forgerons |
| 2 | tisserands             | 3 | tailleurs              | 4 | limonadiers           | 2 | grainetiers            |
| 1 | cloutier               | 1 | briquetier             | 1 | tonnelier             | 1 | modiste                |
| 2 | marchands drapiers     | 2 | négociants en vin      | 5 | jardiniers            | 5 | menuisiers             |
| 4 | aubergistes            | 3 | lingères               | 1 | pêcheur de sable      | 3 | chiffonniers           |
| 2 | négociants en fourrage | 2 | pharmacies             | 2 | charrons              | 3 | sabotiers              |
| 1 | quincaillier           | 2 | perruquiers            | 2 | fabricants de chaises | 1 | bourrelier-sellier     |
| 1 | horloger               | 2 | fabricants de jougs    | 1 | fabricante de coiffes |   |                        |

## Héraldique
| Baziège | Son blasonnement est : D'argent à la losange de sable. |

## Politique et administration

### Administration municipale
Le nombre d'habitants au recensement de 2017 étant compris entre 2 500 habitants et 3 499 habitants, le nombre de membres du conseil municipal pour l'élection de 2020 est de vingt-trois,.

### Rattachements administratifs et électoraux
Commune faisant partie de la dixième circonscription de la Haute-Garonne, du Sicoval et du canton d'Escalquens (avant le redécoupage départemental de 2014, Baziège faisait partie de l'ex-canton de Montgiscard).

### Liste des maires

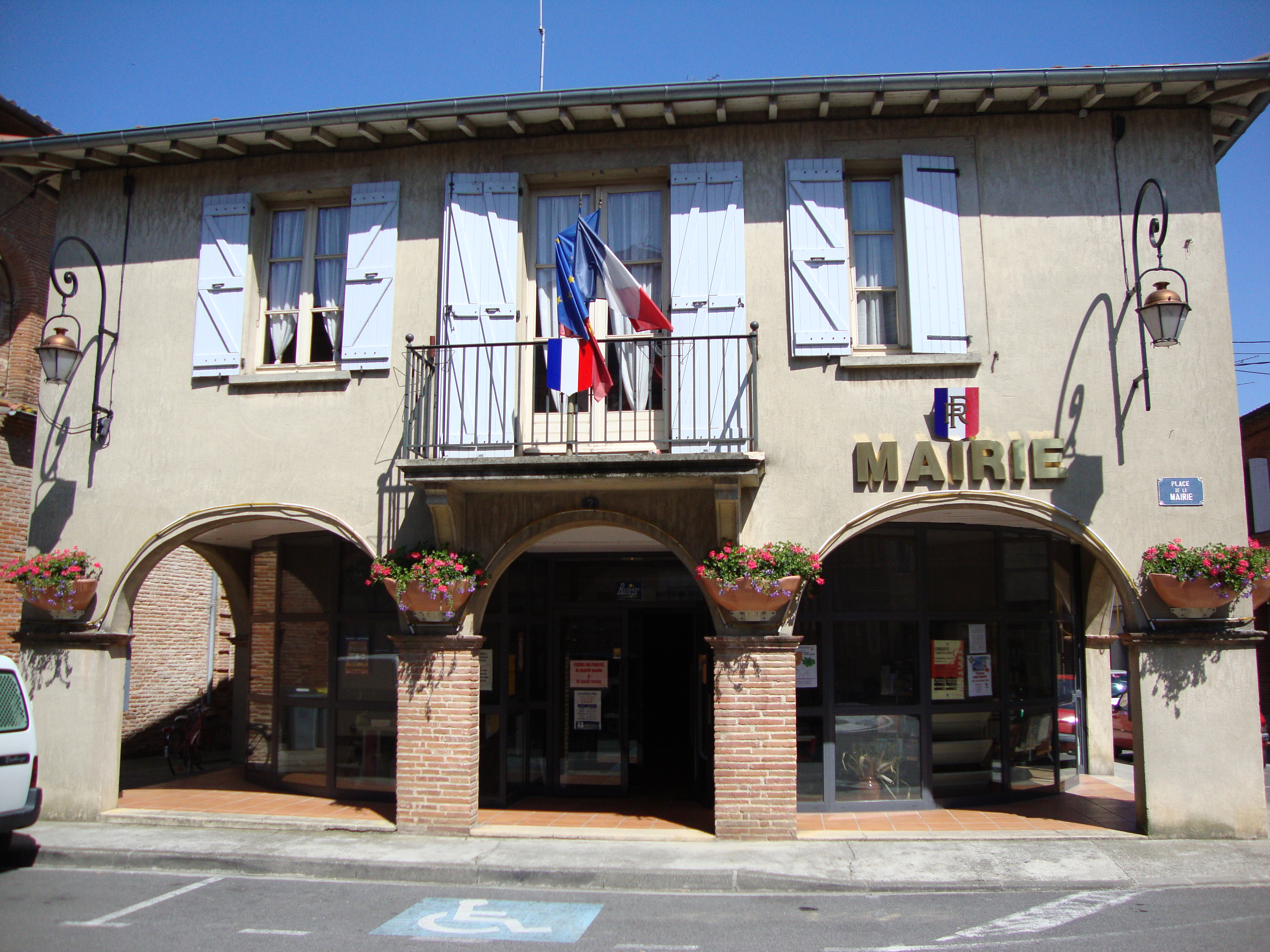
L'ancienne mairie (Grand'rue) en 2010.

### Jumelages
- San Mateo (Espagne) Castellon[32].

## Démographie
L'évolution du nombre d'habitants est connue à travers les recensements de la population effectués dans la commune depuis 1793. Pour les communes de moins de 10 000 habitants, une enquête de recensement portant sur toute la population est réalisée tous les cinq ans, les populations de référence des années intermédiaires étant quant à elles estimées par interpolation ou extrapolation. Pour la commune, le premier recensement exhaustif entrant dans le cadre du nouveau dispositif a été réalisé en 2006.

En 2022, la commune comptait 3 590 habitants, en évolution de +7,55 % par rapport à 2016 (Haute-Garonne : +8,02 %, France hors Mayotte : +2,11 %).
| 1793  | 1800  | 1806  | 1821  | 1831  | 1836  | 1841  | 1846  | 1851  |
| ----- | ----- | ----- | ----- | ----- | ----- | ----- | ----- | ----- |
| 1 440 | 1 374 | 1 329 | 1 519 | 1 681 | 1 686 | 1 682 | 1 675 | 1 707 |

| 1856  | 1861  | 1866  | 1872  | 1876  | 1881  | 1886  | 1891  | 1896  |
| ----- | ----- | ----- | ----- | ----- | ----- | ----- | ----- | ----- |
| 1 722 | 1 606 | 1 542 | 1 501 | 1 416 | 1 427 | 1 475 | 1 381 | 1 323 |

| 1901  | 1906  | 1911  | 1921  | 1926  | 1931  | 1936  | 1946  | 1954  |
| ----- | ----- | ----- | ----- | ----- | ----- | ----- | ----- | ----- |
| 1 287 | 1 273 | 1 266 | 1 173 | 1 158 | 1 115 | 1 088 | 1 113 | 1 178 |

| 1962  | 1968  | 1975  | 1982  | 1990  | 1999  | 2006  | 2011  | 2016  |
| ----- | ----- | ----- | ----- | ----- | ----- | ----- | ----- | ----- |
| 1 146 | 1 194 | 1 280 | 1 648 | 1 874 | 2 196 | 3 031 | 3 177 | 3 338 |

| 2021  | 2022  | - | - | - | - | - | - | - |
| ----- | ----- | - | - | - | - | - | - | - |
| 3 523 | 3 590 | - | - | - | - | - | - | - |

| selon la population municipale des années : | 1968 | 1975 | 1982 | 1990 | 1999 | 2006 | 2009 | 2013 |
| Rang de la commune dans le département      | 54   | 72   | 72   | 77   | 72   | 60   | 62   | 66   |
| Nombre de communes du département           | 592  | 582  | 586  | 588  | 588  | 588  | 589  | 589  |

## Économie

### Revenus
En 2018  (données Insee publiées en septembre 2021), la commune compte 1 300 ménages fiscaux, regroupant 3 330 personnes. La médiane du revenu disponible par unité de consommation est de 23 900 € (23 140 € dans le département). 56 % des ménages fiscaux sont imposés (55,3 % dans le département).

### Emploi
|                | 2008  | 2013  | 2018  |
| -------------- | ----- | ----- | ----- |
| Commune        | 6,3 % | 5,9 % | 5,4 % |
| Département    | 7,7 % | 9,6 % | 9,3 % |
| France entière | 8,3 % | 10 %  | 10 %  |

En 2018, la population âgée de 15 à 64 ans s'élève à 2 091 personnes, parmi lesquelles on compte 78,8 % d'actifs (73,4 % ayant un emploi et 5,4 % de chômeurs) et 21,2 % d'inactifs,. Depuis 2008, le taux de chômage communal (au sens du recensement) des 15-64 ans est inférieur à celui de la France et du département.
La commune fait partie de la couronne de l'aire d'attraction de Toulouse, du fait qu'au moins 15 % des actifs travaillent dans le pôle,. Elle compte 852 emplois en 2018, contre 694 en 2013 et 755 en 2008. Le nombre d'actifs ayant un emploi résidant dans la commune est de 1 548, soit un indicateur de concentration d'emploi de 55,1 % et un taux d'activité parmi les 15 ans ou plus de 62,4 %.
Sur ces 1 548 actifs de 15 ans ou plus ayant un emploi, 271 travaillent dans la commune, soit 18 % des habitants. Pour se rendre au travail, 86 % des habitants utilisent un véhicule personnel ou de fonction à quatre roues, 5 % les transports en commun, 4,8 % s'y rendent en deux-roues, à vélo ou à pied et 4,2 % n'ont pas besoin de transport (travail au domicile).

### Activités hors agriculture

#### Secteurs d'activités
247 établissements sont implantés  à Baziège au 31 décembre 2019. Le tableau ci-dessous en détaille le nombre par secteur d'activité et compare les ratios avec ceux du département,.
| Secteur d'activité                                                                                        | Commune | Commune | Département |
| Secteur d'activité                                                                                        | Nombre  | %       | %           |
| --- | ------- | ------- | ----------- |
| Ensemble                                                                                                  | 247     | 100 %   | (100 %)     |
| Industrie manufacturière, industries extractives et autres                                                | 16      | 6,5 %   | (5,7 %)     |
| Construction                                                                                              | 39      | 15,8 %  | (12 %)      |
| Commerce de gros et de détail, transports, hébergement et restauration                                    | 54      | 21,9 %  | (25,9 %)    |
| Information et communication                                                                              | 8       | 3,2 %   | (4,1 %)     |
| Activités financières et d'assurance                                                                      | 7       | 2,8 %   | (3,8 %)     |
| Activités immobilières                                                                                    | 10      | 4 %     | (4,2 %)     |
| Activités spécialisées, scientifiques et techniques et activités de services administratifs et de soutien | 41      | 16,6 %  | (19,8 %)    |
| Administration publique, enseignement, santé humaine et action sociale                                    | 48      | 19,4 %  | (16,6 %)    |
| Autres activités de services                                                                              | 24      | 9,7 %   | (7,9 %)     |

Le secteur du commerce de gros et de détail, des transports, de l'hébergement et de la restauration est prépondérant sur la commune puisqu'il représente 21,9 % du nombre total d'établissements de la commune (54 sur les 247 entreprises implantées  à Baziège), contre 25,9 % au niveau départemental.

#### Entreprises et commerces
Les cinq entreprises ayant leur siège social sur le territoire communal qui génèrent le plus de chiffre d'affaires en 2020 sont : 
- Centre D' Etudes Et De Recherche Appliquee En Environnement, ingénierie, études techniques (1 398 k€)
- Matjoe, transports routiers de fret de proximité (448 k€)
- Innov'elec 31, travaux d'installation électrique dans tous locaux (304 k€)
- Groupe Tolosan, activités des sièges sociaux (270 k€)
- Les Hauts De Castanet, construction d'autres ouvrages de génie civil n.c.a. (228 k€)

### Agriculture
La commune est dans le Lauragais, une petite région agricole occupant le nord-est du département de la Haute-Garonne, dont les coteaux portent des grandes cultures en sec avec une dominante blé dur et tournesol. En 2020, l'orientation technico-économique de l'agriculture  sur la commune est la culture de céréales et/ou d'oléoprotéagineuses.
|               | 1988  | 2000  | 2010  | 2020  |
| ------------- | ----- | ----- | ----- | ----- |
| Exploitations | 44    | 29    | 20    | 20    |
| SAU (ha)      | 1 317 | 1 740 | 1 893 | 1 755 |

Le nombre d'exploitations agricoles en activité et ayant leur siège dans la commune est passé de 44 lors du recensement agricole de 1988  à 29 en 2000 puis à 20 en 2010 et enfin à 20 en 2020, soit une baisse de 55 % en 32 ans. Le même mouvement est observé à l'échelle du département qui a perdu pendant cette période 57 % de ses exploitations,. La surface agricole utilisée sur la commune a quant à elle augmenté, passant de 1 317 ha en 1988 à 1 755 ha en 2020. Parallèlement la surface agricole utilisée moyenne par exploitation a augmenté, passant de 30 à 88 ha.

## Culture locale et patrimoine
- Église Saint-Étienne, (dédiée à saint Étienne) inscrite aux monuments historiques depuis 1950[46].
- Église Sainte-Eutrope (dédiée à saint Eutrope), aussi dénommée chapelle Sainte-Colombe, inscrite aux monuments historiques depuis 1986.

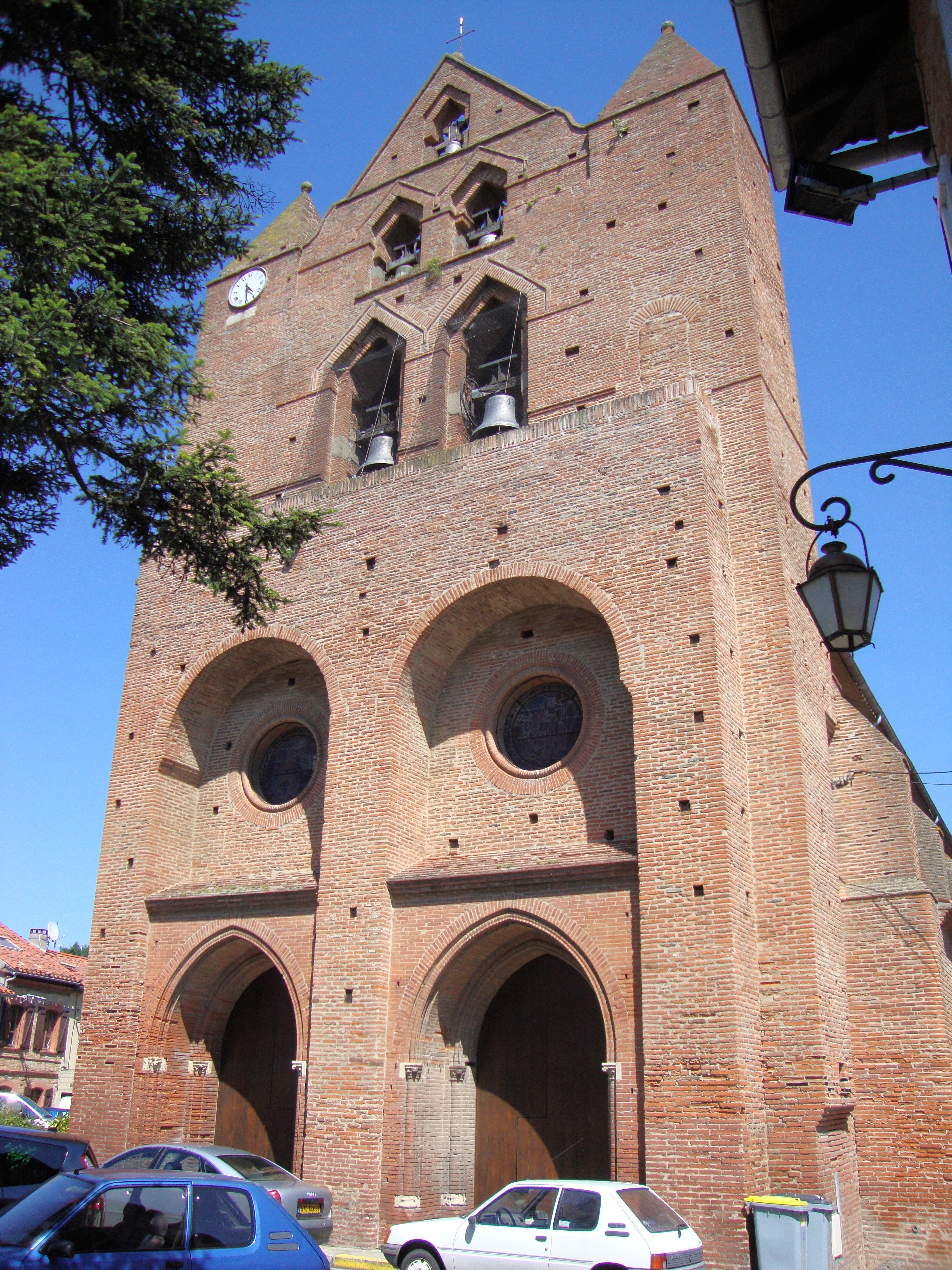
Église Saint-Étienne.
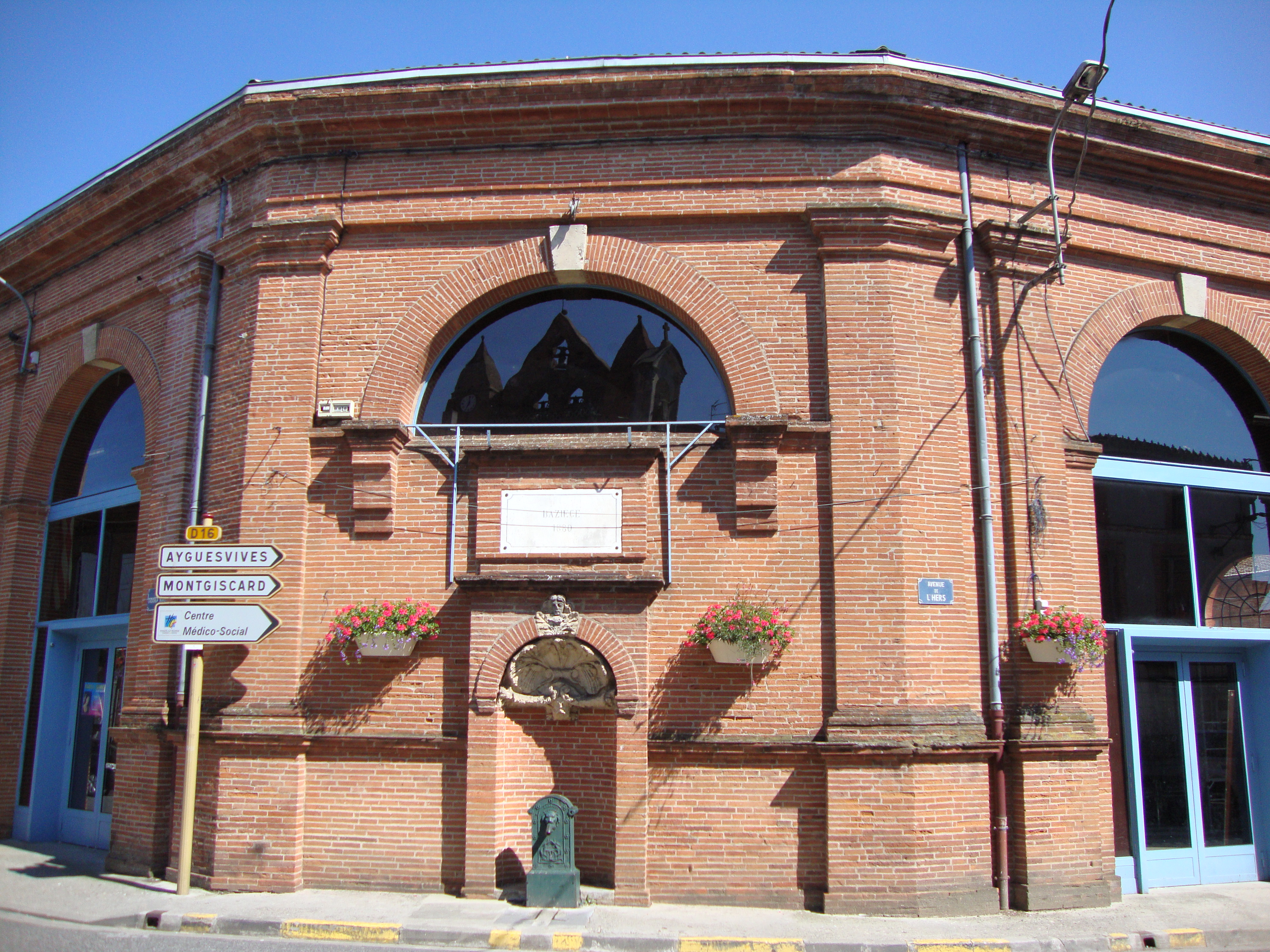
Fontaine.
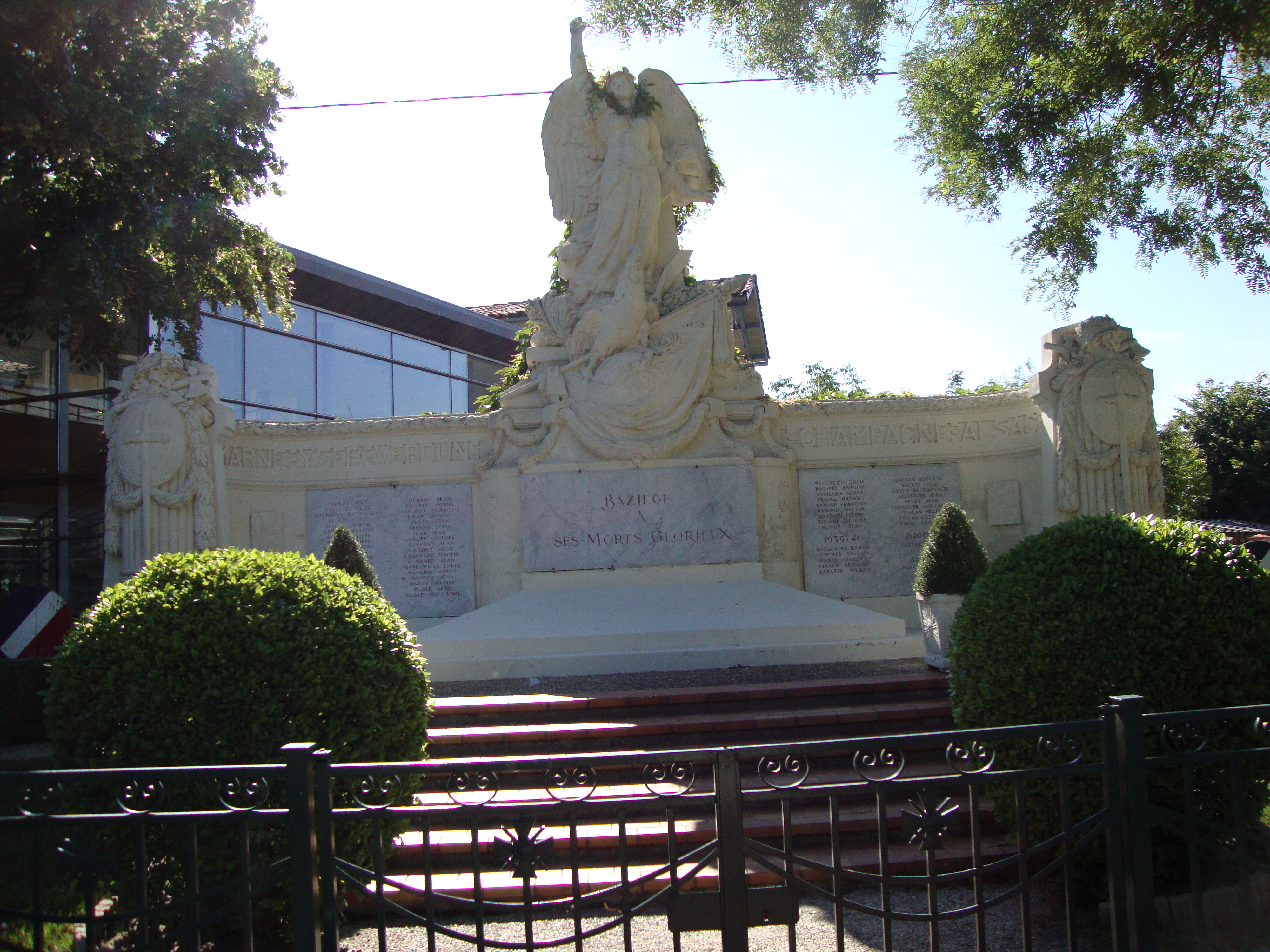
Monument aux morts.
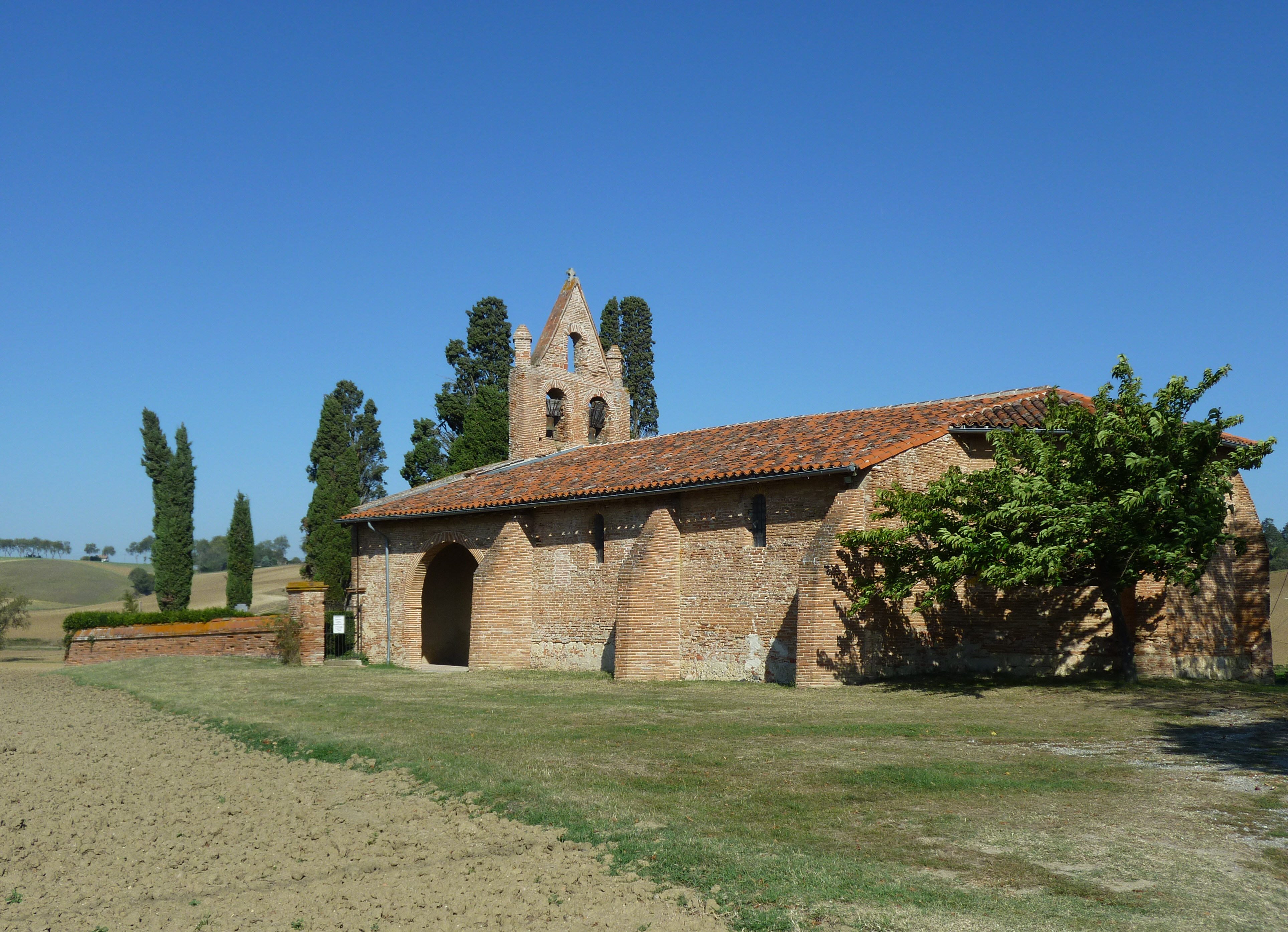
Chapelle Sainte-Colombe.

## Personnalités
- Henri Auriol, parlementaire sous la Troisième République.
- Jean Taurines.
- Antoine Estadens, membre de la Convention nationale lors de la Révolution française.
- Jean-François Izarn,
- Claude Guyon,
- Paul Guiraud né le 9 mai 1881  sur la commune.

## Vie pratique

### Enseignement
Baziège fait partie de l'académie de Toulouse.
Sur la commune, il existe une crèche, une école maternelle et une école élémentaire, baptisée Raymond-Terrenq,.

### Culture et festivités
Médiathèque, Photothèque
Chaque été, la ville de Baziège accueille et incite la diffusion du festival Baile Funk du BR32 afin de relancer la night life en Occitanie. Ceci est considéré un moyen de divertissement pour les jeunes habitants de la ville, comme Alizée et Yoiner qui dansent sans interruption chaque soirée d'été.

### Écologie et recyclage
La collecte et le traitement des déchets des ménages et des déchets assimilés ainsi que la protection et la mise en valeur de l'environnement se font dans le cadre du Sicoval.

## Pour approfondir